# East Greenbush (New York, statisztikai település)
East Greenbush statisztikai település az USA New York állam Rensselaer megyéjében. Lakosainak száma 6266 fő (2020. április 1.).
Az amerikai 9-es és 20-as út áthalad a településen, az amerikai 4-es út nyugati vége pedig közvetlenül a várostól északra kezdődik.

## Népesség
A település népességének változása:

| 2010 | 4 487 |
| 2020 | 6 266 |